# Amaya Coppensová
Amaya Eva Coppensová (* 1994 Brusel) je belgicko-nikaragujská občanská aktivistka. Její otec Federico Coppens je Belgičan a matka Tamara Zamorová pochází z Nikaraguy, oba jsou sociologové. Vyrůstala ve městě Estelí.
Vystudovala Li Po Chun United World College v Hongkongu. Jako studentka medicíny na univerzitě v Leónu se na jaře 2018 stala jednou z vůdčích osobností Univerzitního hnutí 19. dubna, požadujícího zrušení škrtů v sociální oblasti, s nimiž přišel nikaragujský prezident Daniel Ortega. Po násilném potlačení protestů byla obviněna z terorismu a poté, co odmítla nabídku na vystěhování do Belgie, byla v září 2018 uvězněna na devět měsíců. I nadále pokračovala v protivládní činnosti a v listopadu 2019 byla znovu zatčena. V prosinci 2019 byla ve skupině 91 politických vězňů, které režim pustil na svobodu jako gesto směřující k celonárodnímu usmíření.
V roce 2020 jí Ministerstvo zahraničí Spojených států amerických udělilo Mezinárodní cenu ženské odvahy.